# کهنه‌کومه
کهنه کومه، روستایی است از توابع بخش یانه‌سر شهرستان بهشهر در استان مازندران ایران.

## جمعیت
این روستا در دهستان عشرستاق قرار دارد و براساس سرشماری مرکز آمار ایران در سال ۱۳۸۵، جمعیت آن ۱۵ نفر (۵خانوار) بوده‌است. مردم کهنه کومه از قومیت طبری هستند. مردم کهنه کومه به زبان طبری (مازندرانی) سخن می‌گویند.